# Turn So Cold
Turn So Cold — це другий сингл техаського метал-гурту Drowning Pool, із їхнього однойменного альбому. Це третя пісня, яка вийшла у вигляді синглу із цього альбому. Фани, які зробили попереднє замовлення альбому, отримали пісню «Turn So Cold» одразу ж після її виходу — так само як і перший сингл з цього ж альбому — «Feel Like I Do», який вийшов 13 квітня 2010 року.
«Turn So Cold» — це одна з тих пісень Drowning Pool, які досягали найвищих чартових позицій. Трек досяг 8-ї сходинки чарту Hot Mainstream Rock Tracks та зупинився на 25-й позиції чарту Rock Songs.

## Відеокліп
Офіційний музичний відеокліп на цю пісню вийшов у червні. Події у кліпі відбуваються в кімнаті, зробленій із льоду. Стіві Бентон розповів, що насправді для цього не було використано ніяких особливих ефектів — кімната і справді була з льоду, оскільки зйомки відео знімалися в приміщені, де зберігається та розподіляється лід для подальшого розсилання його замовникам (наприклад, барам чи ресторанам) у вигляді кубиків льоду.

## Список треків
| #  | Назва          | Тривалість |
| -- | -------------- | ---------- |
| 1. | «Turn So Cold» | 3:38       |

## Учасники
- Раян Мак-Комбз — вокал
- Сі-Джей Пірс — гітара
- Майк Льюс — ударні
- Стіві Бентон — баси

## Чартові позиції
| Рік  | Чарт                      | Позиція |
| ---- | ------------------------- | ------- |
| 2010 | US Mainstream Rock Tracks | 8       |
| 2010 | US Rock Songs             | 25      |